# Brigitte Olive
Brigitte Olive (* 4. März 1971 in Saint-Germain-en-Laye), verheiratete Brigitte Henriques, ist eine ehemalige französische Fußballspielerin. Nach dem Ende ihrer Spielerinnenzeit hat sie eine zweite Karriere als Sportfunktionärin und Trainerin aufgenommen, die sie 2011 in das Exekutivkomitee des französischen Fußballverbands FFF und 2021 an die Spitze des französischen Olympischen und Sportkomitees CNOSF führte.

## Vereinskarriere
Brigitte Maria de Jésus Catherine Olive wuchs mit fünf fußballbegeisterten Brüdern auf; seit sie zwölf war, spielte sie auch selbst im Verein Fußball, und zwar bei der JS Poissy. Ab wann die Jugendliche in der ersten Frauenelf des Vereins eingesetzt wurde, die sich ab 1987/88 regelmäßig unter den vier besten Teams Frankreichs befand, geht aus den verwendeten Quellen nicht zweifelsfrei hervor. Allerdings wurde sie 1988 bereits zur Nationalspielerin (siehe unten). Spätestens in der Saison 1989/90 gehörte sie zu Poissys Stammformation; in dieser Spielzeit gelang es den Frauen, sich in das Meisterschaftsfinale vorzukämpfen, und die Stürmerin Brigitte Olive kam im Endspiel zum Einsatz. Darin konnte Poissy sich gegen den Serienmeister der 1980er Jahre, die VGA Saint-Maur, allerdings nicht durchsetzen.
Zwei Jahre später führte der französische Fußballverband endlich eine höchste, eingleisige Frauenliga, den Championnat National 1 A, ein. Obwohl sich Poissy dafür qualifiziert hatte, wechselte Olive zu den Nachbarinnen des Juvisy FCF, der gerade die letzte im Endrundenturniermodus ausgetragene Landesmeisterschaft gewonnen hatte. Ein Jahr darauf wurde sie mit Juvisy Vizemeister, und 1994 gewann sie dort ihren ersten Titel. Diesen Erfolg konnte sie 1996 und 1997 wiederholen. Gleich nach dem Gewinn ihrer dritten Meisterschaft verließ sie ihre Heimatregion und trug noch zwei Jahre den Dress des Ligakonkurrenten ASJ Soyaux, mit dem sie allerdings in beiden Spielzeiten nur im Tabellenmittelfeld abschloss. Mitte 1999 beendete Brigitte Olive ihre erfolgreiche Spielerinnenkarriere, in der ihr Titel im Europa- oder im französischen Landespokal verwehrt blieben, weil beide Wettbewerbe erst 2001 eingeführt wurden.

### Stationen
- Jeunesse Sportive Féminine Poissy (1983–1992)
- Juvisy Football Club Féminin (1992–1997)
- Association Sportive Jeunesse Soyaux (1997–1999)

## In der Nationalelf
Nationaltrainer Aimé Mignot berief die 17-jährige Brigitte Olive im Juli 1988 für zwei A-Länderspiele gegen Italiens B-Elf und die USA in die französische A-Auswahl und berücksichtigte sie auch in der Folge wiederholt. Zur unbestrittenen Stammspielerin wurde sie allerdings erst ab 1992, also nach ihrem Wechsel zum Juvisy FCF. Insgesamt hat sie 31 Länderspiele im blauen Nationaldress absolviert, darunter nicht ein einziges gegen eine Frauschaft aus den deutschsprachigen Ländern. Sie erzielte nur zwei Treffer, die aber beide spielentscheidend waren. Der erste gelang ihr bei einem Freundschaftsturnier in Warna gegen die USA (April 1990) und blieb der einzige Treffer dieser Partie. Der zweite im Europameisterschafts-Qualifikationsspiel gegen die Niederlande im April 1996 war ihr Tor zum 2:1 in den Schlussminuten, das gleichbedeutend mit dem Endstand und Frankreichs knappem Sieg war. Dennoch berücksichtigte Mignot sie für die EM-Endrunde nicht in seinem nur 16 Spielerinnen umfassenden Aufgebot.
Ihre letzte Begegnung in diesem Kreis im Oktober 1997 war ein Qualifikationsspiel gegen Finnland zur Weltmeisterschaft 1999, kurz nach ihrem Wechsel nach Soyaux. Dies war erst das zweite Spiel unter Mignots Nachfolgerin Élisabeth Loisel, die zwei Wochen zuvor bei ihrem Debüt gegen die Schweizerinnen noch auf Brigitte Olive verzichtet hatte. Gegen Finnland kamen die Französinnen über ein 2:2 nicht hinaus; danach wurde die Angreiferin von Loisel nicht mehr eingesetzt.

## Palmarès

### Sportliche Erfolge
- Französische Meisterin: 1994, 1996, 1997 (und Vizemeisterin 1990, 1993)
- 31 A-Länderspiele, 2 Tore für Frankreich

### Persönliche Auszeichnungen
- Ernennung zur Ritterin des französischen Verdienstordens (2015)

## Trainerin und Funktionärin

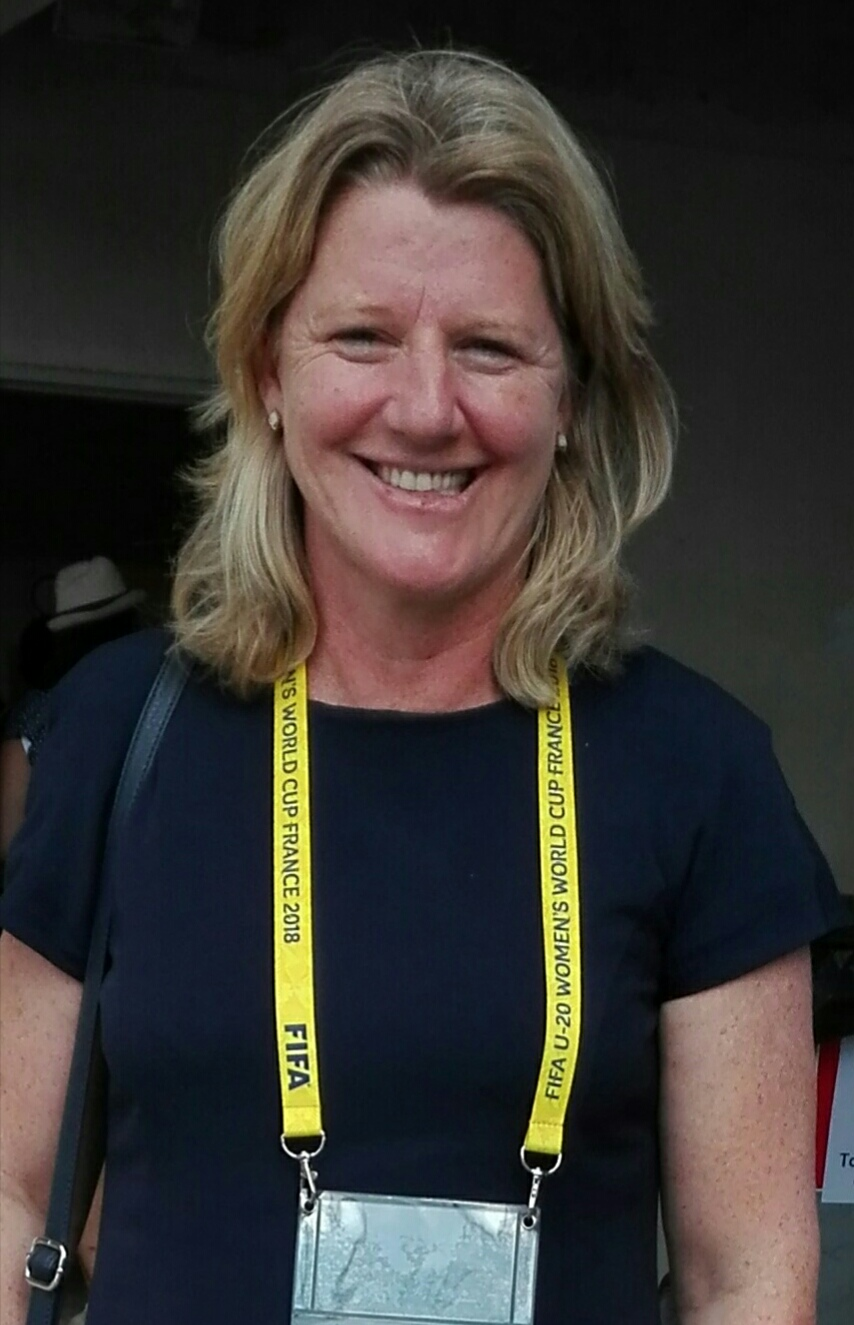
Brigitte Henriques (2018)

Anfang des 21. Jahrhunderts brachte Brigitte Olive-Henriques zwei Töchter zur Welt. Daneben arbeitete sie bei der Untergliederung der FFF im Département Val-d’Oise in der Mädchenfußballförderung und machte ihr Trainerdiplom. Anschließend wurde sie Co-Trainerin von Gérard Prêcheur, dem Leiter des Frauenfußballbereichs im nationalen Fußballleistungszentrum in Clairefontaine. Im Sommer 2009 stellte der Paris Saint-Germain FC sie als Generalmanagerin seiner Frauenabteilung ein. Zwölf Monate später gewann der Hauptstadtverein mit dem Landespokal seinen ersten Frauentitel überhaupt.
Als die Fédération Française de Football Im Sommer 2011 eine Verbandsreform durchführte, holte der neue Präsident Noël Le Graët sie in sein Führungsteam für das Exekutivkomitee und machte sie zur Generalsekretärin der FFF. 2014 war Brigitte Henriques damit eine von nur drei Frauen in den beiden höchsten Verbandsgremien. Sie war seither federführend zuständig für die Entwicklung des französischen Mädchen- und Frauenfußballs (féminisation de football), der durch eine Vielzahl von Aktivitäten – insbesondere durch flächendeckende Kooperationsangebote für sämtliche Schulen und kleine Amateurvereine – binnen drei Jahren von 50.000 auf 71.000 Fußballerinnen aller Altersstufen angewachsen ist und 2016 die 100.000er-Marke überschritten hat. Im März 2017 wurde Brigitte Henriques für vier Jahre zur Vizepräsidentin der FFF gewählt.
Daneben hatte Henriques im Herbst 2011 ein Studium zum Manager Général de club sportif professionnel an der Universität Limoges aufgenommen und 2013 erfolgreich abgeschlossen. Dabei war sie die einzige Frau in einem Kursus, den unter anderem auch Zinédine Zidane absolvierte. Seit 2014 fungiert sie im Auftrag der UEFA zudem als Mentorin für Frauen, die Interesse an fußballerischen Führungspositionen haben. Im November 2015 ernannte Präsident François Hollande sie zum Ritter (Chévalier) des Nationalen Verdienstordens.
Im Juni 2021 setzte sie sich bei der Wahl zur Präsidentschaft des französischen Olympischen und Sportkomitees CNOSF im ersten Wahlgang gegen drei männliche Kandidaten durch.